# John Barth
John Simmons Barth (pronuncia [bɑrθ]; Cambridge, 27 maggio 1930 – Bonita Springs, 2 aprile 2024) è stato uno scrittore statunitense, autore di romanzi e racconti, conosciuto per l'influenza sulle correnti letterarie postmoderna e metafiction.

## Biografia
Nato a Cambridge, nel Maryland, studiò alla scuola d'arte Julliard di New York e successivamente all'Università Johns Hopkins dove si laureò nel 1952. Fu professore alla Pennsylvania State University dal 1953 al 1965, alla State University of New York di Buffalo dal 1965 al 1973 e alla Johns Hopkins dal 1973 al 1995, prima di ritirarsi dall'attività di docenza.
Barth esordì come scrittore nel 1956 con L'opera galleggiante, a cui fece seguito Fine della strada del 1958. In questi due romanzi l'autore affrontò tematiche controverse come il suicidio e l'aborto. Nel 1960 pubblicò Il coltivatore del Maryland, romanzo epico-satirico trattante il tema della colonizzazione del Maryland e basato sulla vita di un poeta, Ebenezer Cooke, che scrisse un poema dallo stesso titolo. Impostò l'opera in modo da renderla ampia, strutturata e dispersiva, piena di digressioni e storie nelle storie, caraterizzando il protagonista, Ebenezer Cooke appunto, come un innocente simile al Candido di Voltaire con il proposito di scrivere un poema epico-eroico ma che, venendo disilluso, finì per comporre una mordente satira.
I suoi lavori successivi furono Giles ragazzo-capra e La casa dell'allegria. Con Chimera si aggiudicò nel 1973 il National Book Award per la narrativa ex aequo con Augustus di John Williams.
Barth prese parte alla discussione teorica circa il declino dell'importanza del romanzo come forma letteraria; su tale argomento pubblicò anche un saggio intitolato The Literature of Exhaustion, paragonabile a Morte dell'autore di Roland Barthes.

## Opere

### Romanzi
- (EN)  The Floating Opera, Garden City, Doubleday, 1956; ed. riveduta, 1967
  - L'opera galleggiante, trad. di Henry Furst, Milano, Longanesi, 1968; Milano, Bompiani, 1996
  - L'opera galleggiante, con un saggio dell'autore, trad. di Martina Testa e Henry Furst, Roma, minimum fax, 2003; 2018; 2022. ISBN 978-88-3389-350-1.
- (EN)  The End of the Road, Garden City, Doubleday, 1958
  - La fine della strada, trad. di Aldo Buzzi, Milano, Rizzoli, 1966; Introduzione di Enzo Golino, Milano, BUR-Rizzoli, 1976; Roma, minimum fax, 2004
- (EN)  The Sot-Weed Factor, Garden City, Doubleday, 1960
  - Il coltivatore del Maryland, trad. di Luciano Bianciardi, Milano, Rizzoli, 1968
- (EN)  Giles Goat-Boy, or, The Revised New Syllabus, Garden City, Doubleday, 1966
  - Giles ragazzo-capra, o Il nuovo programma riveduto, trad. di Luciano Erba, Milano, Rizzoli, 1972
- (EN)  Lost in the Funhouse. Fiction for Print, Tape, Live Voice, Garden City, Doubleday, 1968
  - La casa dell'allegria. Storie da stampare, incidere su nastro, recitare, trad. di Pier Francesco Paolini, Milano, Rizzoli, 1974
- (EN)  Letters (1979)
- (EN)  Sabbatical: A Romance (1982)
- (EN)  The Tidewater Tales (1987)
- (EN)  The Last Voyage of Somebody the Sailor (1991)
- (EN)  Once Upon a Time: A Floating Opera (1994)
- (EN)  Coming Soon!!! (2001)
- (EN)  Every Third Thought: A Novel in Five Seasons (2011)

### Racconti
- (EN)  Chimera (1972)
- (EN)  On with the Story (1996)
- (EN)  The Book of Ten Nights and a Night. Eleven Stories (2004)
- (EN)  Where Three Roads Meet (2005)
- (EN)  The Development. Nine Stories (2008)

### Saggi
- (EN)  The Friday Book (1984)
- (EN)  Further Fridays (1995)
- (EN)  Final Fridays (2012)

## Premi e riconoscimenti
- National Book Award
- Francis Scott Fitzgerald Award
- Lannan Foundation Lifetime Achievement Award
- Premio PEN/Malamud
- Enoch Pratt